# Aignes-et-Puypéroux
Pour les articles homonymes, voir Aignes.
Aignes-et-Puypéroux est une ancienne commune créée en 1793 sous le nom de Aigne, a été renommée Agne-et-Puispérou en 1801, puis Aignes-et-Puypéroux par la suite, du Sud-Ouest de la France, située dans le département de la Charente (région Nouvelle-Aquitaine).
Depuis le 1er janvier 2017, elle est devenue une commune déléguée de la commune nouvelle de Montmoreau,.

## Géographie

### Localisation et accès
Aignes-et-Puypéroux est une commune située à 25 kilomètres d'Angoulême, sur la route d'Angoulême à Libourne, la D 674.
Le bourg d'Aignes, situé en bordure de la D 674, est aussi à 12 kilomètres à l'est de Blanzac, 6 km au nord de Montmoreau, 11 km à l'ouest de Villebois-Lavalette.
Des routes départementales de moindre importance traversent aussi la commune, comme la D 54 qui traverse le bourg d'est en ouest et la D 439 au nord. La D 16 (route de Montmoreau à Confolens par Villebois et Montbron) est en limite de commune au sud.
La ligne de chemin de fer Paris-Austerlitz à Bordeaux-Saint-Jean passe au sud de la commune.
La gare la plus proche est celle de Montmoreau, desservie par des TER entre Angoulême et Bordeaux.

### Hameaux et lieux-dits
Les villages sont nombreux dans la commune, et plusieurs ont une certaine importance : Puypéroux tout au nord où se trouve l'abbaye du même nom, chez Jambon, dans le sud de la commune ; chez Boucher, dans la partie ouest ; le Maine Guillien et Boisbourdeau, au sud du bourg d'Aignes; les Héries et les Cardinaux, près du ruisseau du Moulin Brunet; le Bouet et la Gautrie, près de la route de Pérignac ; la Croix, en direction de Chadurie; le Pétingaud et le Tavilard, près de la ligne de chemin de fer, etc.

### Communes limitrophes
|          | Chadurie                             | Charmant (Boisné-La Tude)              |
| Pérignac | Aignes-et-Puypéroux                  | Chavenat (Boisné-La Tude)              |
|          | Montmoreau-Saint-Cybard (Montmoreau) | Saint-Amant-de-Montmoreau (Montmoreau) |

### Géologie et relief
La commune est située dans les coteaux calcaires du Bassin aquitain datant du Crétacé supérieur, comme toute la moitié sud du département de la Charente.
On trouve le Campanien, calcaire crayeux, sur toute la surface communale. La crête au nord de la commune et quelques sommets au sud sont recouverts de dépôts du Tertiaire (Lutétien et Cuisien) composés de galets, sables et argiles. Les sommets et certains flancs de vallées sont occupés par des formations de recouvrement et colluvions issues de la roche en place et datant des glaciations du Quaternaire (Pliocène et Pléistocène),,.
Le plateau élevé, compris entre les vallées de deux rivières, est couvert à 66 % de territoires agricoles et à 34 % de forêts et milieux semi-naturels.
Le point culminant de la commune est à une altitude de 201 m, situé à l'extrémité nord au réservoir de la Croix de Verdelette. Le point le plus bas est à 84 m, situé à l'extrémité sud le long du ruisseau du Moulin d'Aignes non loin de son confluent avec la Tude. Le bourg d'Aignes est à 145 m d'altitude.

### Hydrographie
Limitée au nord-ouest par le ruisseau de Chaverrut (nom de la partie amont de l'Arce), sous-affluent de la Charente, et au sud par la Tude, affluent de la Dronne et sous-affluent de la Dordogne, le territoire de la commune est partagé entre les deux bassins de la Charente (17 % de la superficie) et de la Gironde (83 % de la superficie).
On trouve aussi plusieurs ruisseaux, tous affluents de la Tude : le ruisseau de l'Eau Morte, le ruisseau de l'Étang de Gouyat (appelé aussi Ribérat dans sa partie supérieure), le ruisseau du Moulin d'Aignes et le ruisseau du Moulin Brunet.
La nature argileuse du sol sur les sommets favorisent aussi quelques petites retenues d'eau ainsi que des sources et fontaines (fontaine Jeannot, fontaine du Coursier, fontaine du Chat, source Saint-Gilles…).

### Climat
Comme dans les trois quarts sud et ouest du département, le climat est océanique aquitain.

## Toponymie
Les formes anciennes sont Agnia au XIIIe siècle, Aynia, Anhia.
Le bourg d'Aignes doit peut-être son nom à la sainte patronne du village, Agnès,, ou proviendrait du nom du domaine d'un gentilhomme romain, Annius. En grec, agnê siginifie pure.
Puypéroux vient du latin podium petrosum qui signifie colline pierreuse,.

## Histoire
Au lieu-dit Croix Verdelet (parcelle 871) ont été trouvées des traces de tegulae et, en 1960, la chaussée d'un ancien chemin de direction nord-sud. Il pourrait s'agir d'une ancienne voie entre Angoulême et Chalais, légèrement à l'ouest de la route actuelle.
Au Moyen Âge, principalement aux XIIe et XIIIe siècles, Puypéroux se trouvait sur une variante nord-sud de la via Turonensis, itinéraire du pèlerinage de Saint-Jacques-de-Compostelle qui passait par Nanteuil-en-Vallée, Saint-Amant-de-Boixe, Angoulême, Mouthiers, Blanzac, Pérignac, Montmoreau et Aubeterre.
La commune d'Aignes-et-Puypéroux, créée en 1793 sous le nom de Aigne, a été renommée Agne-et-Puispérou en 1801, puis Aignes-et-Puypéroux par la suite ; elle a fait, jusqu'en 1970, partie du canton de Blanzac et a été intégrée au canton de Montmoreau-Saint-Cybard à cette date.
On peut voir, dans le bourg d'Aignes, un ancien logis seigneurial, autrefois siège d'un fief qui relevait de la seigneurie de la Faye. En 1541, la seigneurie d'Aignes est acquise par Antoine de Viaud et reste dans la famille jusqu'à la fin du XVIIe siècle.
À cette époque la seigneurie est tenue par Gaston Pierre de Viaud, capitaine au régiment de Navarre. Sa fille, Gabrielle Catherine, épouse Philippe Auguste de Mastin de Nuaillé, et lui porte en dot la terre d'Aignes. La famille de Mastin possède encore Aignes à l'époque de la Révolution.
Au début du XXe siècle, le logis est la propriété de M. L. Tabuteau, maire de la commune.
Le monument le plus remarquable de la commune est l'église de Puypéroux, édifiée au sommet d'une haute colline, qui s'avance, comme un promontoire, entre deux étroites vallées.
Le monument contient encore le tombeau de saint Gilles, son fondateur; il a été l'objet d'une très belle restauration.
L'église était, dans le principe, une abbaye de moines bénédictins, fondée, si l'on en croit la tradition, dès le VIe siècle. Plus tard, la communauté ne pouvant subvenir à ses besoins, les moines se retirent à Blanzac et le monastère de Puypéroux devient un simple prieuré conventuel.
Ce prieuré conserve une certaine importance jusque vers le XVe siècle; à cette époque, il est ruiné par les Anglais. Les bâtiments ayant été incendiés, les religieux se retirent chez les chanoines de Blanzac, auxquels ils abandonnent leurs possessions.
À partir de 1836, Puypéroux est la maison mère de la Société des sœurs de Notre-Dame-des-Anges, ordre fondé par l'abbé Jean-Hippolyte Michon, inventeur de la graphologie, et à qui l'on doit la restauration de l'église, confiée à l'architecte Barbaud.
Au début du XXe siècle, on reprend la tradition des pèlerinages annuels au tombeau de saint Gilles.

## Politique et administration

### Liste des maires
| Période                                  | Période       | Identité     | Étiquette | Qualité    |
| ---------------------------------------- | ------------- | ------------ | --------- | ---------- |
| Les données manquantes sont à compléter. |               |              |           |            |
| 2001                                     | 2008          | Jean Dade    |           |            |
| 2008                                     | décembre 2016 | Carole Marty | SE        | Secrétaire |

### Tendances politiques

#### Élection présidentielle de 2002 (second tour)
Inscrits : 219 - Abst. : 14,16 % - Jacques Chirac : 141 voix (78,77 %) - Jean-Marie Le Pen : 38 voix (21,23 %)

#### Élection présidentielle de 2007 (second tour)
Inscrits : 228 - Abst. : 12,72 % - Ségolène Royal : 101 voix (52,33 %) - Nicolas Sarkozy : 92 voix (47,67 %)

#### Élection présidentielle de 2012 (second tour)
Inscrits : 231 - Abst. : 15,58 % - François Hollande : 107 voix (59,12 %) - Nicolas Sarkozy : 74 voix (40,88 %)

## Population et société

### Démographie
L'évolution du nombre d'habitants est connue à travers les recensements de la population effectués dans la commune depuis 1793. À partir du 1er janvier 2009, les populations légales des communes sont publiées annuellement dans le cadre d'un recensement qui repose désormais sur une collecte d'information annuelle, concernant successivement tous les territoires communaux au cours d'une période de cinq ans. 
Pour les communes de moins de 10 000 habitants, une enquête de recensement portant sur toute la population est réalisée tous les cinq ans, les populations légales des années intermédiaires étant quant à elles estimées par interpolation ou extrapolation. Pour la commune, le premier recensement exhaustif entrant dans le cadre du nouveau dispositif a été réalisé en 2006,.
En 2014, la commune comptait 264 habitants, en évolution de +1,54 % par rapport à 2009 (Charente : +0,65 %, France hors Mayotte : +2,49 %).
| 1793 | 1800 | 1806 | 1821 | 1831 | 1841 | 1846 | 1851 | 1856 |
| ---- | ---- | ---- | ---- | ---- | ---- | ---- | ---- | ---- |
| 211  | 653  | 621  | 624  | 633  | 621  | 618  | 608  | 653  |

| 1861 | 1866 | 1872 | 1876 | 1881 | 1886 | 1891 | 1896 | 1901 |
| ---- | ---- | ---- | ---- | ---- | ---- | ---- | ---- | ---- |
| 626  | 596  | 596  | 596  | 604  | 532  | 518  | 452  | 429  |

| 1906 | 1911 | 1921 | 1926 | 1931 | 1936 | 1946 | 1954 | 1962 |
| ---- | ---- | ---- | ---- | ---- | ---- | ---- | ---- | ---- |
| 444  | 425  | 377  | 380  | 365  | 336  | 368  | 333  | 324  |

| 1968 | 1975 | 1982 | 1990 | 1999 | 2006 | 2011 | 2014 | - |
| ---- | ---- | ---- | ---- | ---- | ---- | ---- | ---- | - |
| 325  | 286  | 244  | 263  | 269  | 277  | 262  | 264  | - |

### Pyramide des âges
| Hommes | Classe d’âge | Femmes |
| ------ | ------------ | ------ |
| 0,0    | 90 ans ou +  | 0,7    |
| 11,2   | 75 à 89 ans  | 11,8   |
| 20,8   | 60 à 74 ans  | 16,4   |
| 19,2   | 45 à 59 ans  | 18,4   |
| 17,6   | 30 à 44 ans  | 16,4   |
| 15,2   | 15 à 29 ans  | 21,8   |
| 16,0   | 0 à 14 ans   | 14,5   |

| Hommes | Classe d’âge | Femmes |
| ------ | ------------ | ------ |
| 0,5    | 90 ans ou +  | 1,6    |
| 8,2    | 75 à 89 ans  | 11,8   |
| 15,2   | 60 à 74 ans  | 15,8   |
| 22,3   | 45 à 59 ans  | 21,5   |
| 20,0   | 30 à 44 ans  | 19,2   |
| 16,7   | 15 à 29 ans  | 14,7   |
| 17,1   | 0 à 14 ans   | 15,4   |

C'est en 40 ans, de 1881 à 1921 que cette commune est passée de plus de 600 à moins de 400 habitants. De nos jours, la population est stable autour d'un peu moins de 300 habitants.

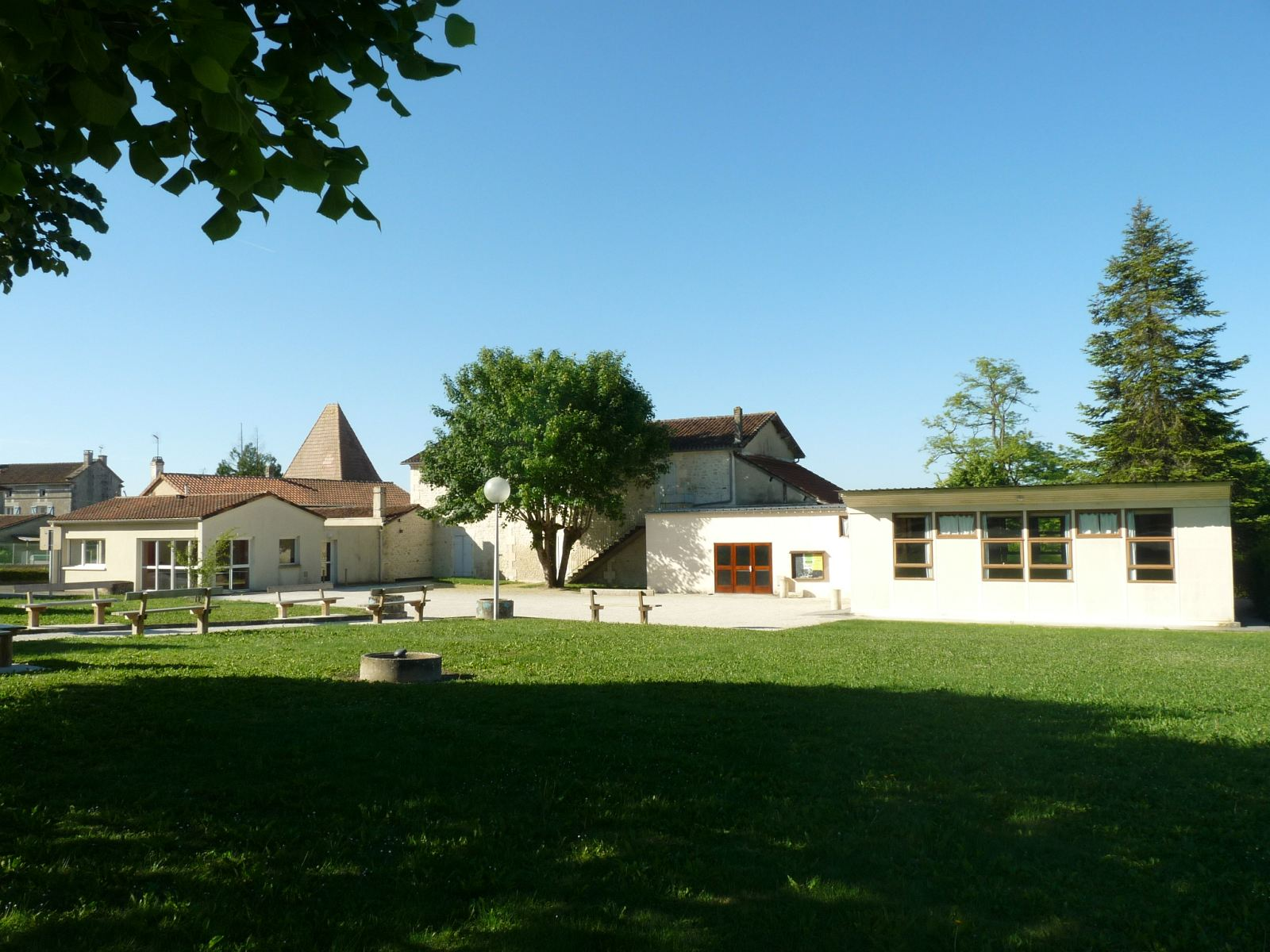
La salle des fêtes.

### Enseignement
L'école est un RPI entre Chavenat et Aignes. Chavenat et Aignes ont chacune une école élémentaire.

### Sports

#### ULM
La commune est dotée d'une piste d'ULM. Le club s’appelle l'ULM club montmorélien.

## Économie

### Agriculture
La viticulture occupe une partie de l'activité agricole. La commune est située dans les Fins Bois, dans la zone d'appellation d'origine contrôlée du cognac.

## Culture locale et patrimoine

### Patrimoine religieux

#### Église Saint-Martial d'Aignes

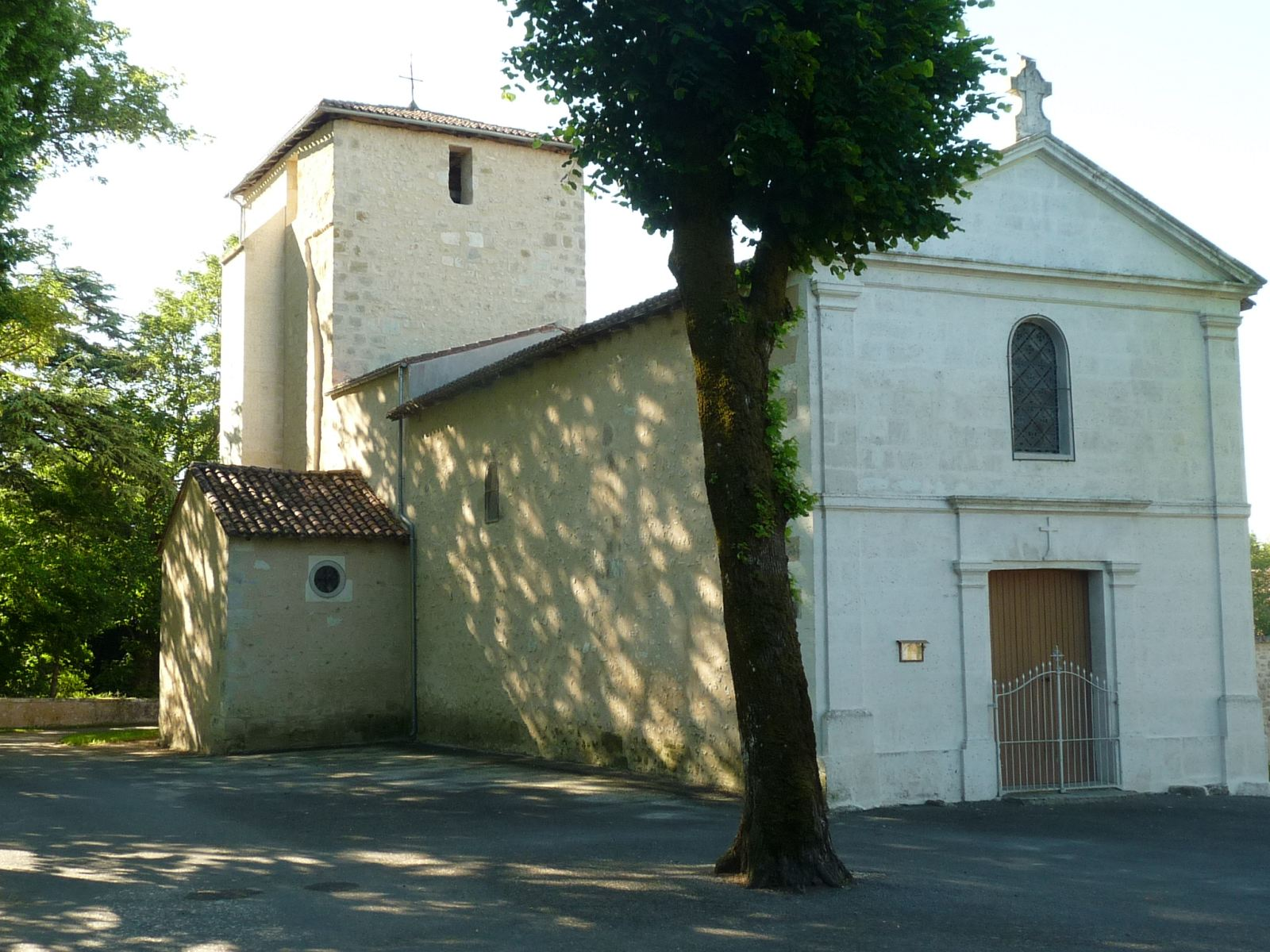
L'église Saint-Martial d'Aignes

L'église paroissiale Saint-Martial d'Aignes est située au bourg. Aucun texte ne date l'ancienne église d'Aignes. De l'édifice d'origine du XIIe siècle ne restent que l'abside semi-circulaire et le faux carré surmonté du clocher. La nef, en mauvais état, a été réparée en 1838 et 1879. Les bases des colonnes, leurs chapiteaux galbés, les procédés de construction permettent de dater les parties anciennes du dernier quart du XIIe siècle. Les restes d'une litre funéraire sont visibles sur le mur nord de la nef,.

#### Abbaye Saint Gilles de Puypéroux

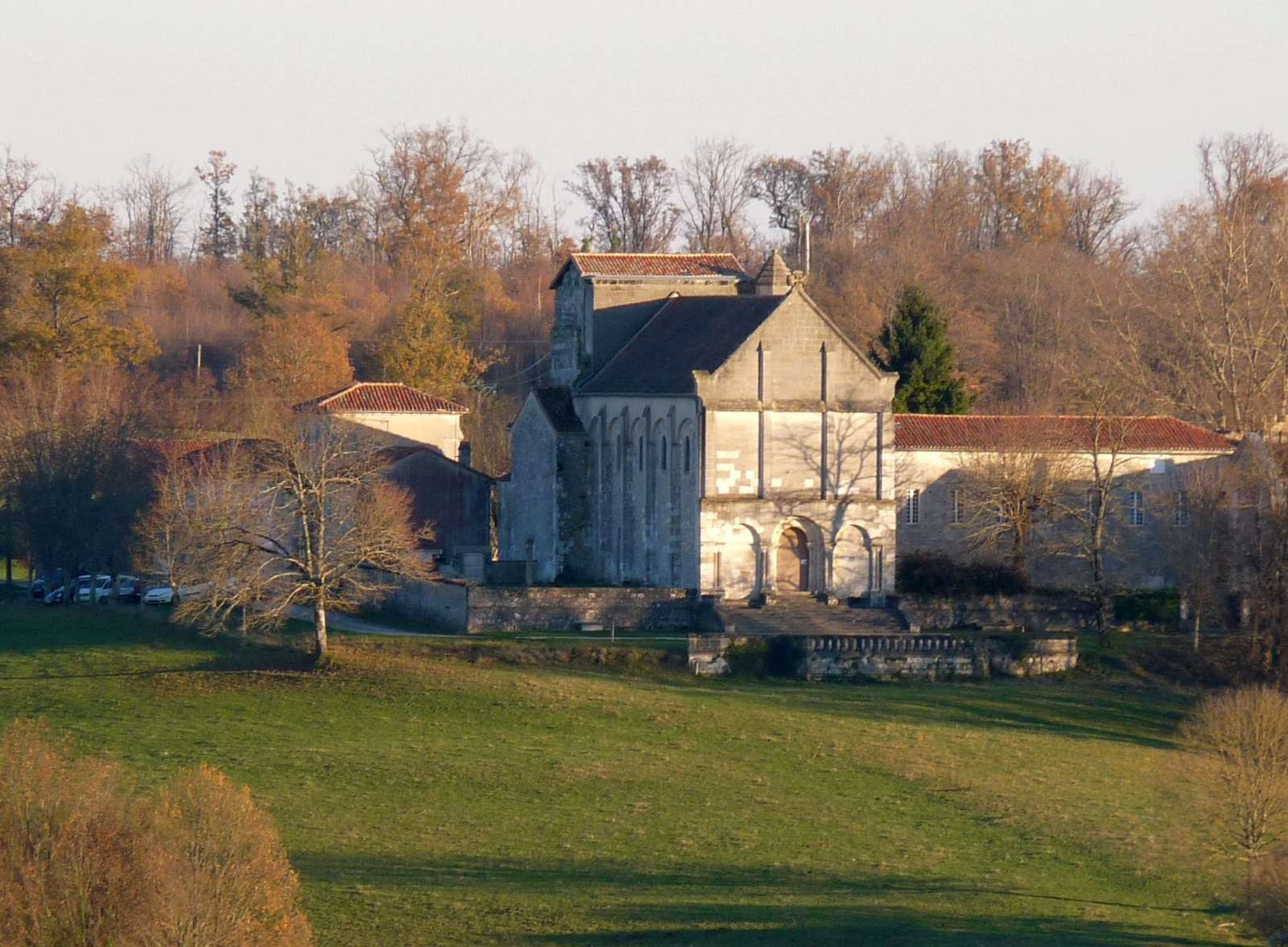
L'abbaye Saint Gilles de Puypéroux

L'abbaye de Puypéroux aurait été fondée avant 925 [réf. nécessaire] par saint Gilles ; son église remonte au moins au milieu du XIe siècle, en raison des murs de sa nef en petit appareil ; la décoration des chapiteaux de cette partie, des chapiteaux du carré et de l'abside, font songer à la même époque du roman primitif ; le transept, un peu postérieur, contient des sculptures très archaïques et d'une grande valeur archéologique; seule la façade a été remontée au XIIe siècle, vers l'an 1130. Elle possède une coupole octogonale et un chœur pentagonal qui en font l'originalité ; inscrite aux MH le 5 décembre 1984.
Le tombeau de saint Gilles est situé dans la deuxième travée de l'église de Puypéroux.
La fontaine de Puypéroux est un lieu de processions en cas de sécheresse.
Le site de l'abbaye porte le label site naturel inscrit.

### Patrimoine civil
- Château d'Aignes : dans le bourg, on note la présence d'un château datant du XVIIIe siècle. L'allée du château est un site naturel classé[37]; Propriété privée de la famille Mastin depuis environ 1750, ne se visite pas.

.

### Patrimoine environnemental

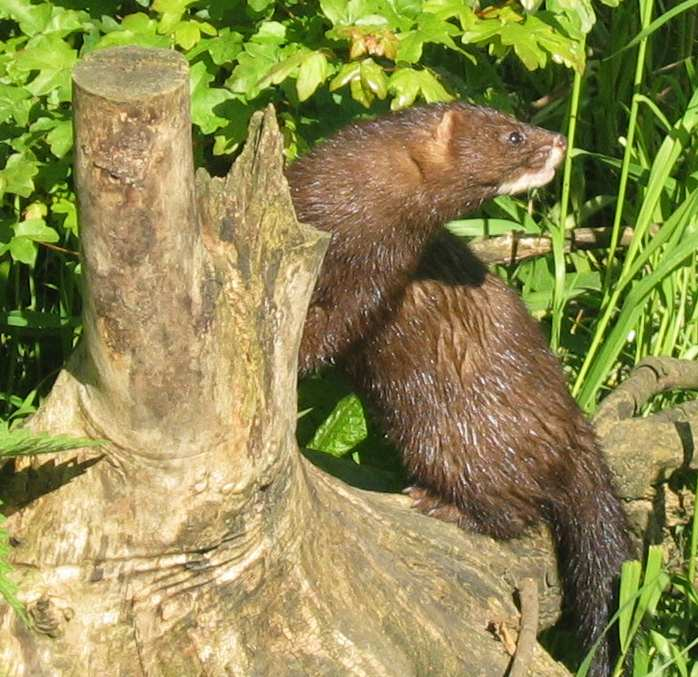
Vison d'Europe.

- Au nord, à cheval sur les communes d'Aignes et de Chadurie, les Landes de Bois Rond sont classées en Zone naturelle d'intérêt écologique, faunistique et floristique de type I[38]. On y note la présence d'oiseaux nicheurs, comme le busard gris, l'Engoulevent d'Europe, la Fauvette pitchou et la Locustelle tachetée; d'amphibiens tels que le Sonneur à ventre jaune, la Rainette arboricole, le Triton marbré et le Crapaud calamite; ainsi que des plantes comme l'Avoine de Thore et la Phalangère bicolore.
- La vallée de la Tude et la vallée de l'Arce sont classées en Zone naturelle d'intérêt écologique, faunistique et floristique de type II au niveau de la règlementation française[39],[40], et zones Natura 2000 d'un point de vue européen[37]. Elles se caractérisent surtout par la présence du vison d'Europe, espèce menacée d'extinction.